# إريك جون كايزر
اريك جون كايزر (بالفرنسية: Eric John Kaiser)‏ هو عازف قيثارة ومغني وكاتب أغاني فرنسي، ولد في 8 نوفمبر 1973 في بولون-بيانكور في فرنسا.

## وصلات خارجية
- الموقع الرسمي
- إريك جون كايزر على موقع ميوزك برينز (الإنجليزية)
- إريك جون كايزر على موقع ديسكوغز (الإنجليزية)